# Украинские ультрас
Движение ультрас на территории Украины, или просто Украинские ультрас — организованные группы из болельщиков для поддержки футбольных команд Украины.

## История
"Первые группировки активных болельщиков возникли на Украине в 1980-х годах, но развивались под влиянием футбольного хулиганства, которое было модным в те времена в Европе. Так, первые известные столкновения того периода произошли во время Чемпионата СССР, когда на игру между киевским «Динамо» и московским «Спартаком» отправилось примерно 450 московских фанатов, сумевших вовлечь болельщиков «Динамо» в грандиозную битву, вспыхнувшую в самом центре Киева.
В апреле 2001 года ультрас киевского «Динамо» были на стороне оппозиции, которая выступала против президента Кучмы.
Численность ультрас на Украине растёт: на домашних играх самых популярных клубов в фан-секторах болеют несколько тысяч человек. На выездные матчи часто едут несколько сотен преданных болельщиков. Многочисленную выездную поддержку регулярно имеют киевское «Динамо», днепровский «Днепр», львовские «Карпаты», харьковский «Металлист» и донецкий «Шахтёр». Фанаты «Динамо», «Днепра» и «Карпат» поддерживают дружественные отношения, образуя так называемую «коалицию» («триаду»).
Ультрас разных городов Украины с марта 2011 года активно выступали против ареста 17-летнего Сергея Павличенко, обвинённого в участии в убийстве судьи Зубкова (хотя по описанию свидетелей убийцам было около тридцати лет). После вынесения 2 октября 2012 года обвинительного приговора, ультрас киевского «Динамо» опубликовали «обращение к болельщикам и народу Украины».
После прихода к власти Виктора Януковича начались притеснения ультрас-группировок Украины, которые особенно усилились после игры «Динамо» (Киев) — «Карпаты» (Львов) 7 августа 2011 года, когда фанаты этих клубов совместно выкрикивали лозунг «Спасибо жителям Донбасса…». На этой же игре работник «Динамо» пытался снять с сектора львовян флаг с изображением Романа Шухевича, в результате чего был избит фанатами. Впоследствии работник был уволен из клуба. В драке обвинили ультрас, а один из его лидеров, Андрей Кореновский, находится под следствием, его обвинили в хулиганстве. Дело рассматривает судья Родион Киреев.
В ноябре 2011 года акцию протеста в виде отказа от поддержки команды объявили ультрас донецкого «Шахтёра» из-за давления на них со стороны МВД Украины. Фанатов обвинили в восклицании «запрещённого» лозунга «Слава Украине! Героям слава!». В том же году подобные действия органов внутренних дел были зафиксированы в Симферополе и Запорожье.

### Украинские ультрас и политический кризис 2013—2014 годов
24 января 2014 года о своей поддержке Евромайдана объявили ультрас днепровского «Днепра», луганской «Зари», харьковского «Металлиста», одесского «Черноморца» и донецкого «Шахтёра». Организация «Заря Ультрас», в частности, провела сбор на стадионе «Авангард» и постановила, что будет бороться против «титушек», о чём разместила заявление на своей странице «ВКонтакте»:

Повторю информацию, которая уже была сказана сегодня на сборе. Если кто из движа поведётся на деньги и поедет в Киев «зарабатывать», могут не возвращаться!!! Также если будет какая-то информация о людях, предлагающих данный вид заработка, просьба писать админам!!! Реакция будет незамедлительная!!! Помните про свою честь!!!

13 февраля 2014 года все украинские ультрас объявили бессрочное перемирие для совместной «борьбы против беззакония, лжи и пропаганды» (фактически, для поддержки Евромайдана).
Весной 2014 года украинские ультрас стали активными участниками борьбы против федерализации, в частности, участвовали в столкновениях с пророссийскими активистами 23—24 апреля в Мариуполе, 27 апреля в Харькове и 2 мая в Одессе.
Также футбольные фанаты принимали непосредственное участие в  событиях, предшествующих пожару в Одесском Доме Профсоюзов, на стороне сторонников Евромайдана, что в итоге привело к массовой гибели людей при  пожаре в Доме Профсоюзов.